# المبطن، حماة
المبطن (به عربی: المبطن) یک روستا در سوریه است که در حماه واقع شده‌است. المبطن ۴۰۰ نفر جمعیت دارد.